# Estación de Santa Cruz de Mudela
Santa Cruz de Mudela es una estación ferroviaria situada en el municipio español de Santa Cruz de Mudela, en la provincia de Ciudad Real, comunidad autónoma de Castilla-La Mancha. Dispone de servicios de Media Distancia operados por Renfe. En 2020 fue utilizada por un número de 3 333 usuarios.

## Situación ferroviaria
Las instalaciones se encuentran situadas en el punto kilométrico 239,039 de la línea férrea de ancho ibérico Alcázar de San Juan-Cádiz, a 729 metros de altitud, entre las estaciones de Valdepeñas y de Peñalajo. El tramo, que está electrificado, es de vía doble en dirección al norte, y vía única hacia el sur.

## Historia
La estación fue abierta al tráfico el 21 de abril de 1862 con la puesta en marcha del tramo Manzanares-Santa Cruz de Mudela de la línea que pretendía unir Manzanares con Córdoba. La obtención de la concesión de dicha línea por parte de MZA fue de gran importancia para ella dado que permitía su expansión hacia el sur tras lograr enlazar con Madrid los dos destinos que hacían honor a su nombre (Zaragoza y Alicante).

### Bajo RENFE y Adif
En 1941 la nacionalización de ferrocarril en España supuso la integración de MZA en la recién creada RENFE. En 1957 llegaron los primeros trenes eléctricos desde Linares-Baeza al culminar el proceso de electrificación del Paso de Despeñaperros. No obstante, el proceso se extendió hasta 1963, al completarse el tramo completo hasta Madrid. En 1982 llegó la doble vía al duplicarse el tramo entre Manzanares y Santa Cruz de Mudela.
Desde el 31 de diciembre de 2004 Renfe Operadora explota la línea mientras que Adif es la titular de las instalaciones ferroviarias.
Hasta el 16 de diciembre de 2006, la estación contaba con la conexión directa con Algeciras mediante el tren "Estrella del Estrecho" y hasta 2001 con Granada/Almería a través del tren "Estrella Sierra Nevada". Con el declive y posterior supresión de estos servicios, que hacían parada en la estación de madrugada, la estación quedó únicamente servida por Regionales Exprés (antes «Lince») que hacen el trayecto Madrid-Chamartín a Jaén y viceversa.
En octubre de 2014, Adif adjudicó obras de recrecido de los andenes de la estación. El objetivo de esta actuación consistió en aumentar en 15 centímetros la altura de los andenes a lo largo de 200 metros y facilitar el acceso de los viajeros a los trenes, especialmente a las personas con discapacidad.

## La estación

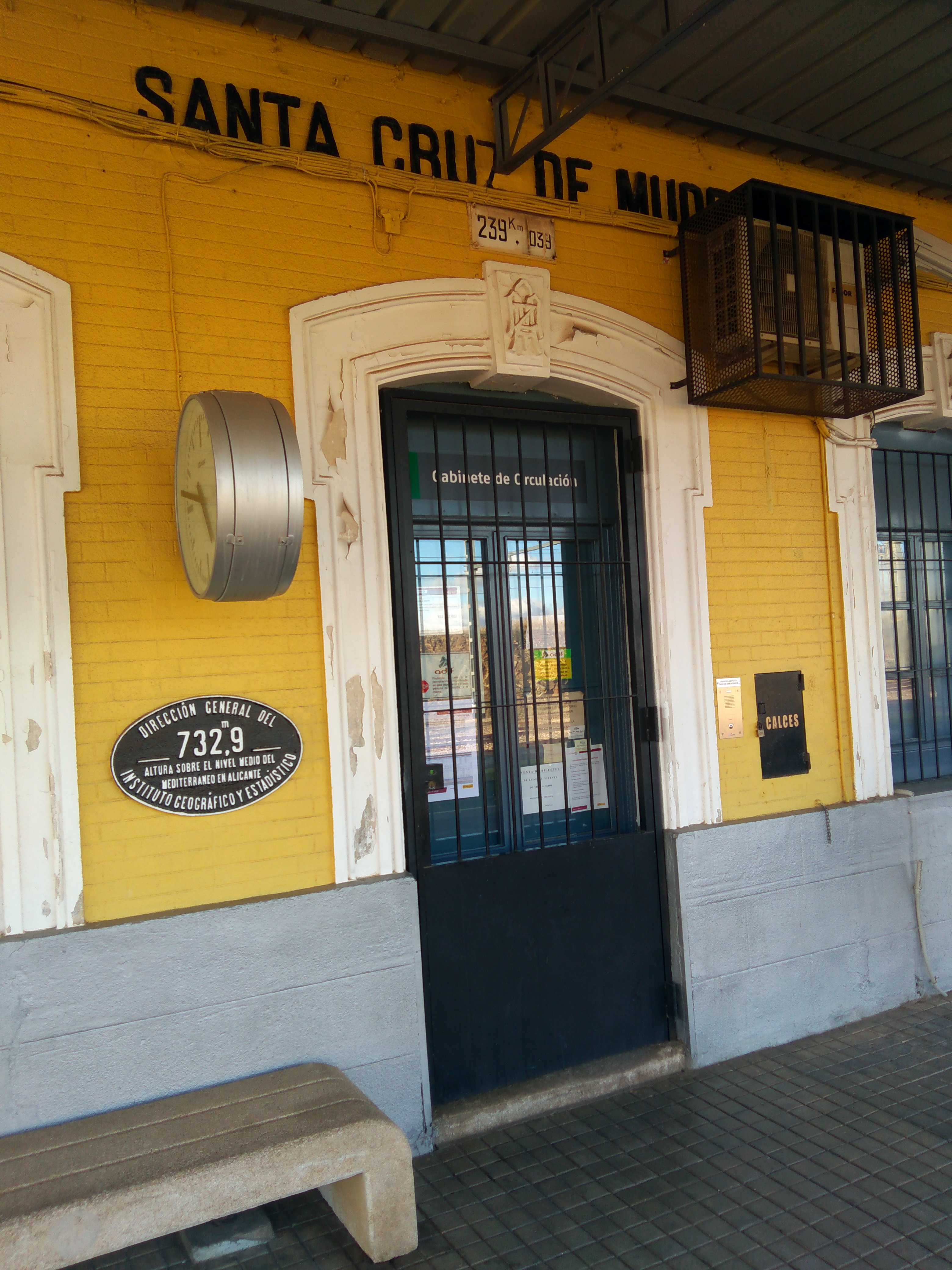
Acceso al gabinete de circulación desde el andén, en 2018.

Se sitúa al este del núcleo urbano. El edificio para viajeros es un sencillo edificio de planta baja y disposición lateral a las vías. Posee un andén lateral al que se accede a la vía 2. El andén central lo hace a las vías 2 y 1. Los cambios de uno a otro se realizan a nivel. Está adaptada a usuarios con discapacidad y cuenta con cámaras de videovigilancia.
En el recinto aún se conserva el elemento para dar servicio de aguada a las antiguas máquinas de vapor, pues durante un tiempo se hacía en esta estación el cambio de locomotora al no estar aún electrificado el paso de Despeñaperros. Debido a ello, también dispuso de una placa giratoria y una reserva de locomotoras.
En 1990 se le instaló la mitad de la marquesina de la estación MZA de Puertollano. La otra media parte se instaló en la estación de Almadenejos-Almadén.
Desde el 1 de enero de 2020 está previsto el cierre de la taquilla de venta de billetes, siendo necesario solicitarlos al Interventor en Ruta, Internet o en la máquina expendedora instalada al efecto.

## Servicios ferroviarios

### Media Distancia
Los servicios de Media Distancia de Renfe ofrecen entre dos y tres relaciones diarias entre Madrid y Jaén en ambos sentidos gracias a trenes MD.
Los trenes MD que prestan servicio a esta estación suelen ser de la serie R-449, en alguna ocasión la serie 470 y excepcionalmente, por trenes S-121
| Línea MD | Trenes | Origen/Destino |  | Destino/Origen |
| -------- | ------ | -------------- |  | -------------- |
| 58       | MD     | Madrid         |  | Jaén           |